# Osbecks bokskogar
Osbecks bokskogar är ett naturreservat i Hasslövs socken i Laholms kommun i Halland.
Mellan Östra Karup och Hasslöv upp på norrsidan av Hallandsåsen ligger detta 273 hektar stora reservat som varit skyddat sedan 2008. Ädellövskog dominerar området. De gamla lövträden medför att mängden död ved i skogen ökar, de äldsta bokarna är omkring 200 år. Området är vattenrikt med skogsbäckar, sumpskogar av klibbal och ask. Moränen har hög kalkhalt varför bäckarna motstått försurningen. Det har medfört en biologisk mångfald i området. Här finns dagsländor, bäcksländor och öring. I fuktiga områden trivs rutlungmossa och dunmossa.

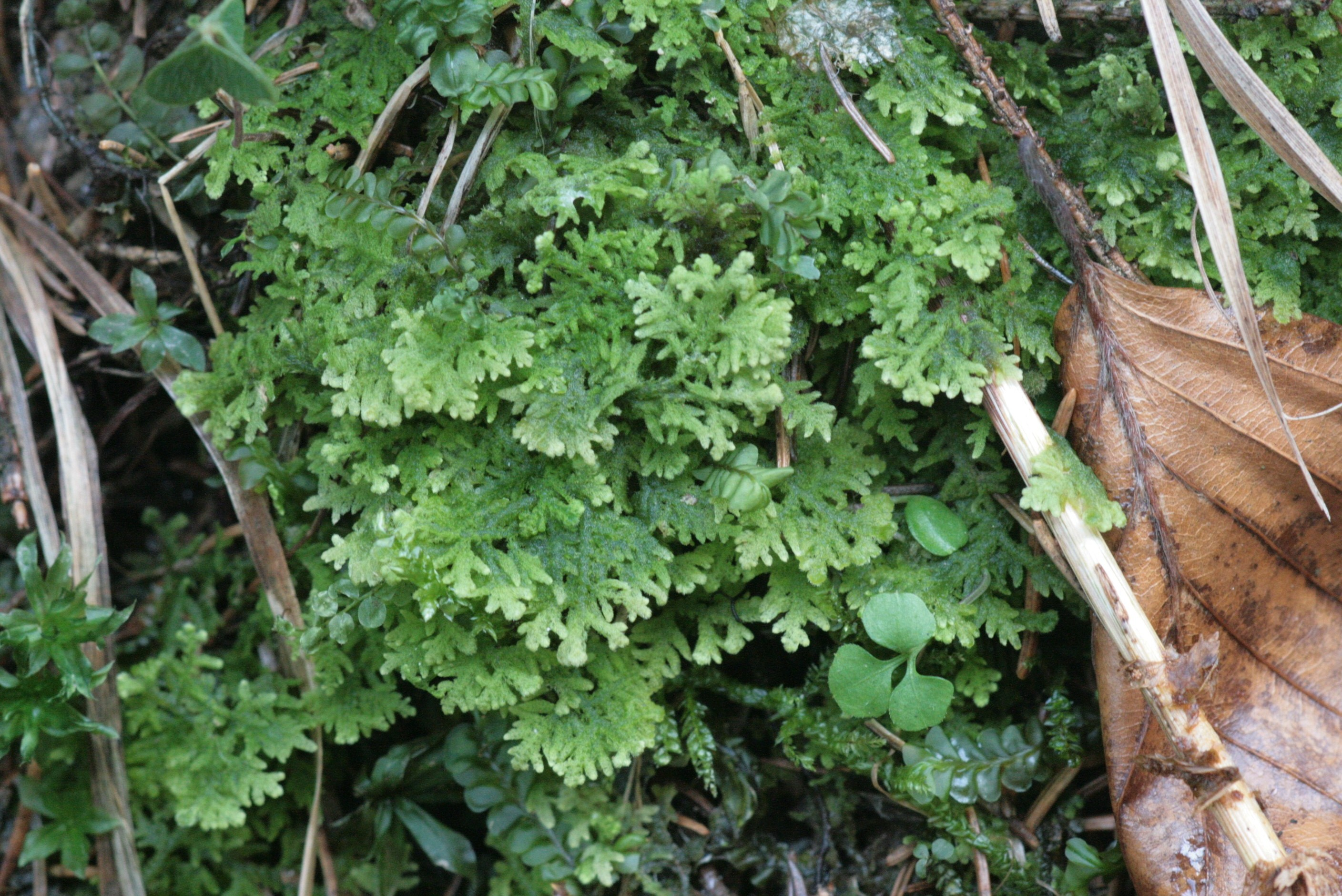
Dunmossa

En av Linnés lärjungar Pehr Osbeck blev 1760 kyrkoherde i Hasslöv. Tack vare hans iakttagelser vet man idag mycket om hur naturen och bygden kring Hasslöv såg ut under senare delen av 1700-talet. Skogen och naturreservatet bär dessutom hans namn.
Inom reservatet finns många odlingsrösen som ett resultat av tidigare åkerbruk med små åkrar. På åsens nordsluttning finns mer än tusen sådana rösen. Här finns också många hålvägar, ett resultat av många års tramp av fötter, hovar och klövar. Från tidig historia finns gravar från både brons- och järnåldern. I västra delen av reservatet finns skålgropsstenar vilket är stenblock med en mängd små gropar. Här finns Lassahusstenen, med en mängd hällristningar.
I området med den öde byn Allgustorp uppe på åsen finns talrika kulturlämningar med vårdträd, äldre åkrar, fägator, hålvägar och hagmarksekar. Om man följer Osbecksrundan får man möjlighet att jämföra Pehr Osbecks observationer med nutida förhållandena på en  tur från Lugnarohögen upp på åsen till Brante källa och åter.